# 高田薬局

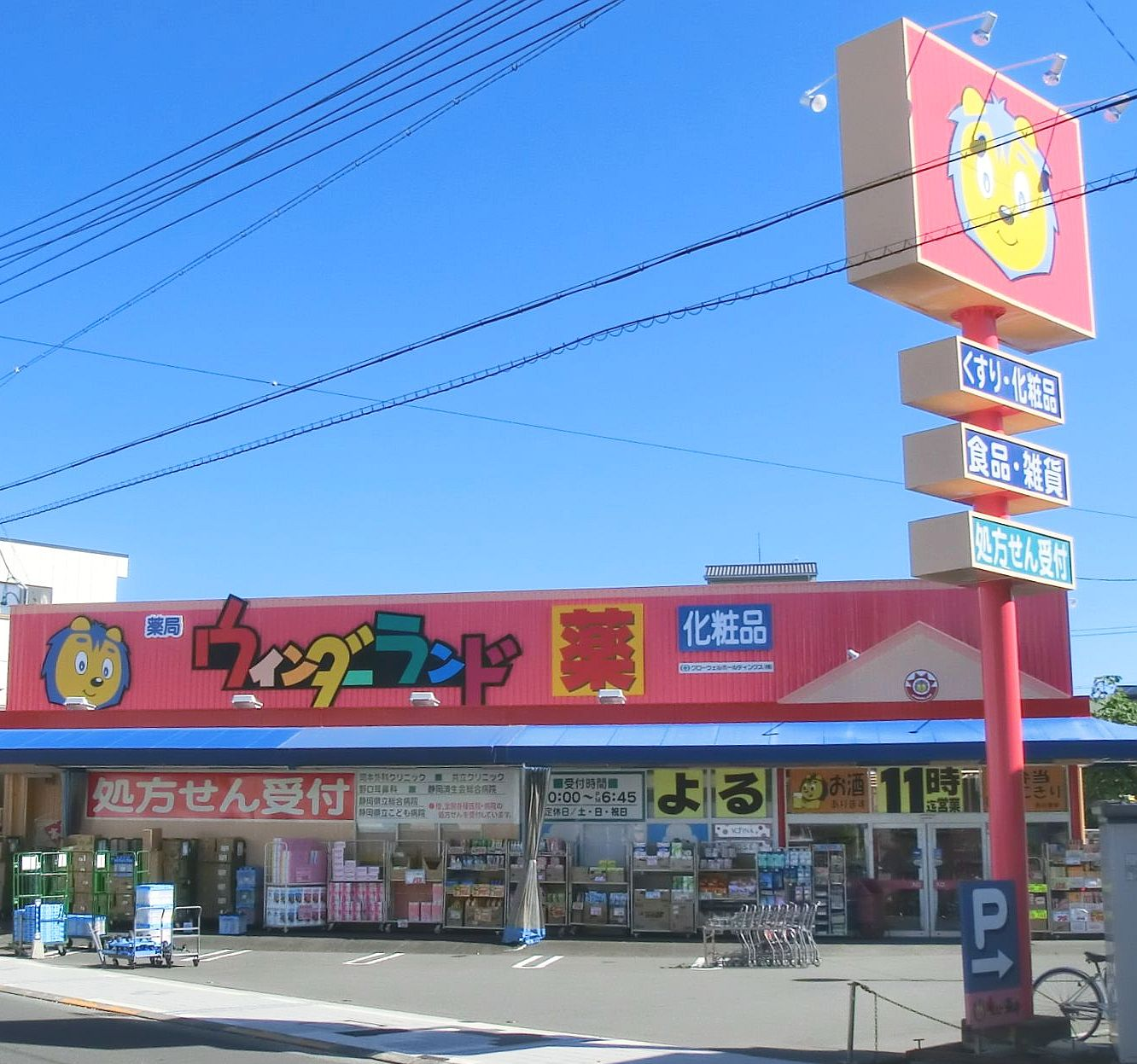
高田薬局 店舗

株式会社高田薬局（たかだやっきょく、Takada Pharmacy Co.,Ltd.）は、かつて存在した日本のドラッグストアチェーンである。

## 概要
ほとんどの店舗は静岡県にあるが、関東地方の東京都と神奈川県、中部地方の愛知県でも店舗を展開する。ウインダーランドの名称で玩具店様態の外観を特徴とする。
2001年5月30日にマツモトキヨシとはじめて業務提携を行い、後のマツモトキヨシグループを形成する礎となったが、2008年4月11日に物流共同化の効果があまり出なかったこととマツモトキヨシへ事前説明をせずに3月にハピコムのウエルシア関東と共同持株会社設立を発表して背信行為を行ったとしてマツモトキヨシから業務提携を解消され、グループを離脱した。同年9月1日付で株式を移転して東証2部上場の共同持ち株会社「グローウェルホールディングス株式会社」を設立して経営統合し、ハピコムに加盟した。
2014年にこれまで展開していた「ウインダーランド」の屋号をグループ会社のウエルシア関東と同じ「ウエルシア」に順次屋号変更し、7月8日からTポイントサービスを開始した。
同年9月1日に同社とウエルシア関東・ウエルシア関西・ウエルシア京都が合併してウエルシア薬局が発足され、解散。

## 沿革
- 1973年（昭和48年）11月 - 創業。
- 1983年（昭和58年）11月 - 株式会社へ改組。
- 1995年（平成7年） - 東京都へ進出。
- 2001年（平成13年）5月 - マツモトキヨシと業務提携し、マツモトキヨシグループに加入。
- 2003年 （平成15年）- 神奈川県へ進出。
- 2008年（平成20年）
  - 4月 - マツモトキヨシとの業務提携を解消し、グループから離脱。
  - 9月1日 - ウエルシア関東との共同持株会社グローウェルホールディングス（現・ウエルシアホールディングス）を設立して経営統合し、イオン系列のドラッグストア連合「ハピコム」へ加入。
- 2011年（平成23年）2月 - 愛知県へ進出。
- 2014年（平成26年）
  - 4月14日 - ウエルシアホールディングス傘下のウエルシア関東、ウエルシア関西、ウエルシア京都の4社が9月1日にウエルシア関東を存続会社として経営統合する[1]と発表。
  - 7月8日 - Tポイントサービスを順次開始し、8月末までに全店への導入を完了予定[2]と発表。
  - 9月1日 - ウエルシア関東・ウエルシア関西・ウエルシア京都と合併し、存続会社のウエルシア関東はウエルシア薬局に商号変更され解散。
  - 10月 - 高田薬局が運営していた店舗に電子マネー・WAONが導入。
  - 11月 - 高田薬局が運営していた店舗をウエルシア薬局仕様の売場に順次改装[3]。
- 2015年（平成27年）2月28日 - グリーンスタンプ発行のウインダーランド高田薬局のポイント券3枚を1,000円のお買い物券としての使用を終了。

## マスコット
マスコットキャラクターはライオンのウインダーである。しずてつジャストラインのバスにウインダーのラッピング車両があり、ケーブルテレビのドリームウェーブ静岡では、番組「高田薬局インフォメーション」内でウインダーの着ぐるみがウィンダー体操を踊る。
2020年、高田薬局の出資を受けた青果店「安い八百屋いろいろ練習中」（株式会社ウィンダークリエーションズ）が静岡市の宮ヶ崎町と田町に出店したが、店頭にはウインダーのマスコットの看板が飾られていた。

## その他
- 静岡朝日テレビの情報番組「とびっきり!しずおか」に、健康チャンネルのコーナーを持っていた。